# 艾莫雷斯
艾莫雷斯是巴西米纳斯吉拉斯州的一个市镇。总面积1349.987平方公里，总人口24871人，人口密度18.4人/平方公里。